# ATP de Sopot
O ATP de Sopot – ou Orange Prokom Open, na última edição – foi um torneio de tênis profissional masculino, de nível ATP International Series.
Realizado em Sopot, no norte da Polônia, estreou em 2001 e durou sete edições. Em 2008, foi substituído pelo ATP de Varsóvia Foi combinado ATP e WTA entre 2001 e 2004. Os jogos eram disputados em quadras de saibro durante o mês de agosto.

## Polêmica com apostas
A última edição do torneio, em 2007, teve um caso de suspeita envolvendo apostas. O jogo de segunda rodada entre Nikolay Davydenko, então número 4 do mundo, e Martín Vassallo Argüello, teve um volume de apostas acima do normal. A empresa do ramo BetFair relatou sua desconfiança a ATP e acabou anulando todos os palpites, que somaram cerca de 3,6 milhões de euros, dez vezes o normal para um confronto desse nível. Davydenko abanodnou a partida no início do terceiro set, por uma lesão no pé.

## Finais

### Simples
| Ano  | Campeão           | Vice-campeão     | Resultado      |
| ---- | ----------------- | ---------------- | -------------- |
| 2007 | Tommy Robredo     | José Acasuso     | 7–5, 6–0       |
| 2006 | Nikolay Davydenko | Florian Mayer    | 7–66, 5–7, 6–4 |
| 2005 | Gaël Monfils      | Florian Mayer    | 7–66, 4–6, 7–5 |
| 2004 | Rafael Nadal      | José Acasuso     | 6–3, 6–4       |
| 2003 | Guillermo Coria   | David Ferrer     | 7–5, 6–1       |
| 2002 | José Acasuso      | Franco Squillari | 2–6, 6–1, 6–3  |
| 2001 | Tommy Robredo     | Albert Portas    | 1–6, 7–5, 7–62 |

### Duplas
| Ano  | Campeões                             | Vice-campeões                     | Resultado      |
| ---- | ------------------------------------ | --------------------------------- | -------------- |
| 2007 | Mariusz Fyrstenberg Marcin Matkowski | Martín García Sebastián Prieto    | 6–1, 6–1       |
| 2006 | František Čermák Leoš Friedl         | Martín García Sebastián Prieto    | 6–3, 7–5       |
| 2005 | Mariusz Fyrstenberg Marcin Matkowski | Lucas Arnold Ker Sebastián Prieto | 7–67, 6–4      |
| 2004 | František Čermák Leoš Friedl         | Martín García Sebastián Prieto    | 2–6, 6–2, 6–3  |
| 2003 | Mariusz Fyrstenberg Marcin Matkowski | František Čermák Leoš Friedl      | 6–4, 76–7, 6–3 |
| 2002 | František Čermák Leoš Friedl         | Jeff Coetzee Nathan Healey        | 7–5, 7–5       |
| 2001 | Paul Hanley Nathan Healey            | Irakli Labadze Attila Sávolt      | 7–610, 6–2     |